# Robert Gallo
Pour les articles homonymes, voir Gallo (homonymie).
Robert Charles Gallo, né le 23 mars 1937 à Waterbury (Connecticut), est un chercheur américain en immunologie et virologie. Il est surtout connu pour son rôle très controversé dans l'identification du virus de l'immunodéficience humaine (VIH) comme étant l'agent infectieux responsable du syndrome d'immunodéficience acquise (sida).
Gallo est le directeur de l’Institute of Human Virology (en), à l’école de médecine de l'université du Maryland à Baltimore. Lui et deux collaborateurs scientifiques de longue date, Robert R. Redfield et William A. Blattner, sont cofondateurs de l’Institut créé en 1996, après de nombreux recrutements par l’État du Maryland et la ville de Baltimore. En 2005, ils fondent ensemble Profectus BioSciences Inc. qui développe et commercialise des technologies pour réduire le taux de morbidité et le taux de mortalité par maladies virales chez l’homme, y compris par le virus de l’immunodéficience humaine (VIH). Le siège est situé à Baltimore, au Maryland et Gallo est président de son conseil consultatif scientifique.

## Biographie
Gallo est né à Waterbury, au Connecticut dans une famille ouvrière d’immigrés italiens. Il a obtenu un baccalauréat en sciences avec un diplôme de biologie en 1959 à Providence College et a reçu un doctorat en médecine à l’université Thomas Jefferson de Philadelphie, en Pennsylvanie en 1963. Après avoir terminé son internat et son stage à l'université de Chicago, il est devenu chercheur à l’Institut national du cancer. Gallo déclare que le choix de sa profession a été influencé par la mort prématurée de sa sœur à cause d’une leucémie, une maladie à laquelle il a d'abord consacré une grande partie de ses recherches.

## Travaux sur les rétrovirus
Après avoir entendu un exposé du biologiste David Baltimore, Gallo s’intéresse à l'étude des rétrovirus. En 1974, il identifie le premier rétrovirus chez l’homme : « human T-cell leukemia virus », ou HTLV,.

### Les recherches sur le VIH et la controverse entre les chercheurs français et américains

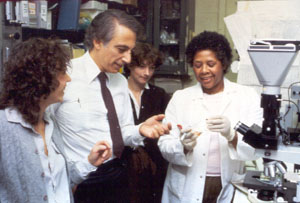
Robert C. Gallo (au début des années 1980).

En 1984, Gallo et ses collaborateurs ont publié une série de quatre articles dans la revue médicale Science en faisant valoir que VIH, un rétrovirus qui avait été récemment identifié chez les malades du SIDA par Luc Montagnier et ses collaborateurs à l’Institut Pasteur de Paris, en France, était la cause du sida. Toutefois, la similitude frappante entre les deux premiers isolats du virus de l'immunodéficience humaine de type 1 (VIH-1), le Lai/ LAV(anciennement LAV, isolé à l'Institut Pasteur) et Lai/III B (anciennement HTLV-III B, qui aurait été isolé à partir d'un pool de culture au Laboratoire de biologie des cellules tumorales (LTCB) du National Cancer Institute), a suggéré une contamination à l’intérieur du laboratoire de Gallo et provoqué une controverse à la lumière du niveau élevé de variabilité retrouvée entre les isolats ultérieurs du VIH-1.
Depuis, il y a eu des controverses considérables et parfois acrimonieuses sur la découverte du VIH, y compris des accusations selon lesquelles le laboratoire de Gallo aurait indûment utilisé un échantillon de VIH produit par l'Institut Pasteur. En novembre 1990, le Bureau d'intégrité scientifique des États-Unis du National Institutes of Health a désigné le groupe Roche pour analyser des échantillons archivés à l'Institut Pasteur et au Laboratoire de biologie des cellules tumorales (LTCB) de l'Institut national du cancer entre 1983 et 1985. Les analyses rétrospectives ont montré que la contamination d'une culture provenant du patient BRU par une autre provenant du patient LAI a été responsable de la contamination du VIH-1 Lai/LAV; la culture contaminée (M2T-/B) a été envoyée au LTCB en septembre 1983. Chang et al. (1993) ont examiné des échantillons archivés et ont rapporté dans Nature la détection de six nouvelles séquences du VIH-1 dans les cultures utilisées pour constituer le pool : rien de tel n'a été étroitement lié au VIH-1 Lai/IIIB. Un échantillon provenant du patient LAI contenant les variantes du VIH-1 Lai/IIIB et le VIH-1 Lai/LAV, et une séquence identique à une variante du VIH-1 Lai/III B ont été détectées dans la culture contaminée M2T-/B. Ils en ont conclu que le pool et probablement une autre culture du LTCB, MoV, ont été contaminés entre octobre 1983 et début 1984 par des variantes du VIH-1 Lai de la culture M2T-/. Une contamination de cette nature est fréquente dans les laboratoires où l’on manipule des virus, et on doit faire très attention pour l’éviter. Dans ce cas, l'origine du VIH-1 Lai/IIIB isolé était également le patient LAI.
Pour la revue Nature du 20 mai 1983, Robert Gallo facilite la parution de l'article de Luc Montagnier, mais il rédige le résumé, qui modifie le sens de la découverte des Français. Le résumé de Robert Gallo classe les virus LAV et HTLV dans la même catégorie.
Entre 1983 et 1984, Robert Gallo ira même jusqu'à changer la signification de l'abréviation HTLV, initialement Human T-cell Leukemia Virus en Human T-cell Lymphotropic Virus, pour faire passer le HTLV des oncovirus au lentivirus.
En août 1984 une comparaison entre les virus HTLV3 (celui de Robert Gallo) et LAV (celui de Luc Montagnier) permet d'affirmer qu'ils viennent du même patient. Ceci rend la découverte de Robert Gallo extrêmement suspecte.
Durant l'été 1991, un très proche collaborateur de Robert Gallo, Mikulas Popovic, est accusé de négligence. Mais celui-ci affirme qu'il avait trouvé le virus LAV avant les français, et que Robert Gallo lui avait demandé de garder le silence sur un virus différent du HTLV.
En décembre 1992, une enquête du comité d'éthique de la recherche médicale du National Institute of Health déclare le docteur Robert Gallo coupable d'une faute déontologique scientifique,.
Aujourd'hui, il est admis que l’équipe de Montagnier a été la première à identifier le VIH (cf. infra), bien que l’équipe de Gallo soit créditée d’avoir développé certaines connaissances scientifiques ayant contribué à l'émergence de la découverte. L’équipe de Gallo a également été la première à cultiver le virus dans une lignée cellulaire immortelle, ce qui a conduit à la mise au point de tests sanguins pour le VIH et a donné la capacité de dépister la présence de ce virus pour les dons de sang. En outre, Gallo a insisté sur le fait que les travaux de Montagnier se sont fondés sur une technique déjà mise au point par Gallo pour la culture des Lymphocyte T en laboratoire en présence d’interleukine-2. Les deux scientifiques ont continué à être le centre d'un âpre différend entre les États-Unis et la France sur les redevances au titre du brevet des tests sanguins jusqu'en 1987, date à laquelle ils sont convenus de partager le mérite de la découverte du VIH. Le 29 novembre 2002, dans une parution de Science, Gallo et Montagnier ont publié une série d'articles, dont l'un a été coécrit par les deux scientifiques, dans lequel ils ont reconnu le rôle crucial que chacun d'eux avait joué dans la découverte du VIH.
En 1995, Gallo publia sa découverte que les chimiokines, une classe de composés naturels, pouvaient bloquer le VIH et stopper la progression du sida. Ce fait a été annoncé par le magazine Science comme une des premières percées scientifiques l’année même de sa publication. Le rôle que jouent les chimiokines dans la lutte contre la progression de l'infection par le VIH a influencé la réflexion sur la manière dont le SIDA agit à l'encontre du système immunitaire humain L'équipe de Gallo à l’institut de virologie humaine mène un programme permanent de recherche scientifique et clinique, ainsi que les soins pour les personnes vivant avec le VIH/sida, en traitant plus de 4 000 patients à Baltimore et près de 100 000 patients et l'institut apporte son aide à des cliniques en Afrique et dans les Caraïbes. En juillet 2007, Gallo et son équipe ont reçu 15 millions de dollars de subvention de la Fondation Bill et Melinda Gates pour la recherche sur un vaccin préventif contre le VIH/sida.

## Controverse sur la paternité de la découverte du VIH
Les chercheurs français de l'institut Pasteur sont bien les véritables découvreurs du virus VIH. Même s'il y a eu accord ultérieur, les chercheurs américains ont voulu s'approprier la découverte des Français. Finalement, la communauté internationale a reconnu la primauté des travaux français en attribuant en 2008 le prix Nobel de physiologie ou médecine à Françoise Barré-Sinoussi et Luc Montagnier, excluant de facto le groupe de Robert Gallo.
Le film Les Soldats de l'espérance (And the band played on) (1993) de Roger Spottiswoode, d'après un ouvrage de Randy Shilts, retrace le début de la lutte contre le sida, et donc en partie, l'épisode le plus controversé de la vie de Robert Gallo.